# Labské Chrčice
Labské Chrčice é uma comuna checa localizada na região de Pardubice, distrito de Pardubice.